# 2012 természeti katasztrófái
Ezen a lapon 2012 nagyobb természeti katasztrófái vannak felsorolva.

## Január
- A hónap elején heves esőzések és nagy erejű szélviharok (160 km/h) Nagy-Britanniában.[1] 1 ember meghalt, többen megsérültek. Az ország több részén több tízezer háztartásban áramkimaradás van, a közlekedés akadozik, a folyók megduzzadtak és árvizek keletkeztek.[1]
- január 1. – 6,8-as erősségű földrengés Japánban, az Izu-szigetek térségében.[2][3] A rengés központja Tokiótól körülbelül 1000 kilométerre délkeletre, a tenger alatt 320 kilométerre volt és Honsú egész szigetén, valamint 47 prefektúra közül 23-ban érezhető volt.[4]
- január 5. - Kitört az Etna Szicíliában.[5] A vulkán 5000 méter magasságig eregetett hamufelhőt.[5] A láva egy új kráterből is szivárogni kezdett.[5] A légiközlekedést nem kellett leállítani.[5]
- január 10. – 7,3-es erősségű földrengés Indonézia nyugati partjainál, az Indiai-óceánon.[6] A földrengés epicentruma Banda Acehtől 260 kilométerre nyugatra, az óceánfenék alatt 30 kilométerrel volt.[6]
- január 12. – 5,8-es erősségű földrengés Japánban, a Fukusima prefektúrában.[7] A rengés érezhető volt Honsú szigetének 18 másik prefektúrájában és Tokióban is.[7]

## Március
- A hónap elején több tornádó söpört végig az Egyesült Államok középnyugati és déli részén, mintegy 40 ember halálát okozva.[8] A forgószelek teljesen elpusztították Marysville városkát.[9] A legsúlyosabb károk Indianában és Kentuckyban keletkeztek, de a tornádók kárt okoztak Tennesseeben és Alabamában is,[9] valamint Ohióban és Georgia államban is voltak halálos áldozatok.[8]
- március 14. - A 6,8-es erősségű rengés Japánban, melynek hipocentruma mintegy 26 kilométeres mélységben volt a tengerfenék alatt, a Hokkaidó szigetén fekvő Kusirótól mintegy 235 kilométerrel délre.[10]
- március 20.
  - 7,9-es erősségű földrengés Mexikóban, Acapulco térségében. A rengés epicentruma Omotepectől délnyugatra, Acapulcótól 174 kilométerre kelet-délkeletre volt, 10 kilométerre a föld alatt.[11]
  - 2,5-ös erősségű földrengés Egerben.[12]
- március 26. - 7,2-es erősségű földrengés Chile középső részén, Talcától északnyugatra, 32 kilométerre.[13]
- március 27. - 6-os erősségű földrengés Japán északkeleti részén, Ivate prefektúra magasságában, a Csendes-óceánban.[14][15]
- március 28. - 7,1-es erősségű földrengés Chile belső részén.[16]

## Április
- április 6. – 2,7-es erősségű földrengés a Fejér megyei Gánton. A rengést emberek nem érzékelték.[17]
- április 11. – 8,6-es és 8,2-es erősségű földrengés Indonéziában, Szumátra szigeténél. A rengés nem okozott komolyabb károkat, mivel a központja messze volt a partoktól. Ennek ellenére 5 ember meghalt szívroham következtében.[18][19]
- április 17. – 6,7-es erősségű földrengés Chilében. Az epicentrum Valparaísotól 42 kilométerre északkeletre, a fővárostól, Santiagótól 112 kilométerre északnyugatra, 26 km-es mélységben volt.[20]

## Május
- május 20. – 6-os erősségű földrengés az észak-olaszországi Emilia-Romagna régióban. A rengéseknek több halálos áldozata volt, és a műemlékekben esett anyagi kár is jelentős.

- május 22. – 5,8-es erősségű földrengés Bulgáriában. A rengés központja a bolgár fővárostól, Szófiától 24 kilométerre volt nyugatra, Pernik és Radomir között kis mélységben, 9,4 kilométer mélyen.

## Június
- június 10. - 6,1-es erősségű földrengés Törökországban. A rengés központja az Égei-tengerben volt Ölüdeniz közelében.[21]
- június 11. - Két földrengés miatt, melyek közül az egyik 5,4, a másik 5,7-es erősségű volt, földcsuszamlás temetett maga alá egy hegyi falut Afganisztán északi részén, a halálos áldozatok száma mintegy 80 fő.[22]
- június 17. - 6-os erősségű földrengés a Fülöp-szigeteknél, melynek epicentruma Manilától északra volt, a tengeren.[23]
- június 20. - 5,3-as erősségű földrengés Ausztráliában, Victoria államban. Ebben az államban ez volt a valaha mért legnagyobb erősségű földrengés.[24]
- június 23. - 6,6-os erősségű földrengés Indonézia Aceh tartományában, Szumátra északnyugati részén. A hipocentrum Medantól 107 kilométerre délnyugatra, 97,4 kilométer mélységben volt.[25]

## Július
- Az oroszországi Krimszki járásban július elején a heves esőzések miatt sok folyó és patak kilépett a medréből, 4 méteres (egyes hírforrások szerint 7 méteres) árvizet okozva. Az áradásban 92 ember meghalt, a víz több mint 5000 házat lepett el, és fennakadásokat okozott a közlekedésben és a gazdasági életben.[26]

## Szeptember
- szeptember 5. - 7,6-os földrengés Costa Ricában, Liberiától 60 kilométerre.[27]
- szeptember 7. - két 5,6-os és 5,7-es erősségű földrengés dél-Kínában, ami 67 ember halálát okozta.[28]

- szeptember 30. - 7,1-es erősségű földrengés Kolumbiában, La Vegától 20 kilométerre keletre.[29]

## Október
- A hónap végén a Sandy hurrikán halálos áldozatokkal járó súlyos károkat okozott a Karib-tenger térségében és Észak-Amerika keleti partvidékén.

- október 2. - 6,2-es erősségű rengés Japán északkeleti részén.[30] Az epicentrum Mijakótól 96 kilométerre, a tengerben volt.
- október 24. - 6,6-os erősségű földrengés Costa Ricában.[31] Az epicentrum Liberiától 62 kilométerre délre volt, 39,5 km-es mélységben.
- október 27. - 7,7-es erősségű földrengés Kanadában, a Queen Charlotte-szigetek térségében.[32] Az epicentrum a Brit Columbia tartományban Prince Ruperttől 198 kilométerre dél-délnyugatra volt, csaknem tíz kilométeres mélységben. A főrengés után néhány perccel egy 5,8-es utórengést is bekövetkezett. A rengés után szökőár-riadót rendeltek el. A szökőár első, 46 centis hullámai elérték a Queen Charlotte-szigetek egyik szigetét, a Langarát.[32] Alaszka délkeleti részén tízcentis vízszintemelkedést mértek.

## November
- november 11. - 6,8-es erősségű földrengés Mianmarban, melynek következtében 13-an meghaltak.[33]

## December
- december 25. - 2,5-es erősségű földrengés Lispeszentadorjánon. A rengést az emberek is érzékelték, megremegtek a házfalak.[34]